# Miljondollarhjärnan
Miljondollarhjärnan (engelska: Billion Dollar Brain) är en brittisk spionfilm från 1967 i regi av Ken Russell, baserad på en roman av Len Deighton. Filmen är den tredje delen med Michael Caine i rollen som Harry Palmer. Den följer på Fallet Ipcress och Begravning i Berlin.

## Rollista i urval
- Michael Caine - Harry Palmer
- Karl Malden - Leo Newbigen
- Ed Begley - General Midwinter
- Oskar Homolka - Överste Stock
- Françoise Dorléac - Anya
- Guy Doleman - Överste Ross
- Vladek Sheybal - Dr Eiwort
- Milo Sperber - Basil
- Susan George - Ung kvinna på tåg
- Donald Sutherland - Vetenskapsman vid dator